# تيم والش (مؤلف لعب)
تيم والش (بالإنجليزية: Tim Walsh)‏ هو مؤلف لعب ‏ أمريكي، ولد في 25 ديسمبر 1964.